# アレクサンダーゴールドラン
アレクサンダーゴールドラン(Alexander Gorldrun)とは、アイルランドで生産・調教されていた競走馬である。主な勝ち鞍は2004年のオペラ賞、香港カップ、2005年・2006年のプリティーポリーステークス、2005年のナッソーステークス。

## 戦績

### 2歳時（2003年）
3月にカラ競馬場で行われた未勝利戦でデビューし5着。次走の未勝利戦で勝ちあがるとハンデ戦を5戦挟んだ後、10月に行われたリステッド競走のグライダーステークスに出走した。久々に全馬同斤量となったレースでは、4番手追走から直線で追い上げると叩き合いを制して勝利。計8戦3勝で2歳シーズンを終えた。

### 3歳時（2004年）
シーズン初戦は3月に行われたリステッド競走エクスプレスステークスを勝利、これにより陣営は牝馬クラシック路線への進出を決定。クラシックへの足がかりとして挑んだ愛1000ギニートライアルでは、直線ではるか後方から追い込んで2着馬を短アタマ差かわして勝利した。しかし、本番の愛1000ギニーでは6戦無敗の英1000ギニー馬アトラクションの逃げに最後まで食い下がるも2着に惜敗。フランスに遠征して挑んだ次走の仏オ―クスでも、残り400m地点でスパートをかけるが最後は脚色が鈍って4着に敗れた。続くプリティーポリーステークスでも、直線で好位から抜け出すが最後はコーリストとの叩き合いに敗れて2着となかなか勝ち切れないレースが続いた。しかし、夏の休養後に挑んだオペラ賞では後方追走から差し切り勝ちを決めて、GI初勝利を挙げた。その後は香港ジョッキークラブからの招待を受託し、香港カップに出走した。イタリアやイギリスで当時GI5勝を挙げていたラクティや日本からはダンスインザムードなどの面々が同レースに出走しており本馬は7番人気に甘んじたが、レースでは最後の直線で得意の豪脚を繰り出すと2着のブリッシュラックを短頭差抑えて優勝した。またこの勝利によって、同レースがGIに昇格して以降初めて牝馬として優勝した馬となった。

### 4歳時（2005年）
前年の香港カップの勝利によって陣営は海外レースを積極的に使う方針を決めるが、シーズン初戦のドバイデューティーフリーを6着、続くシンガポール航空国際カップを3着と敗れてしまう。本国に戻った後、前年は敗れたプリポリティーステークスに出走した。レースではスタートで出遅れてしまうが、残り400m地点から右によれながらも末脚を繰り出して優勝、GI3勝目を挙げた。次走のファルマスステークスではソヴィエトソングの2着に惜敗するが、続くナッソーステークスでは道中で不利を受けながらも残り200m地点で先頭に立つとそのままゴールし、GI4勝目を挙げた。しかし、その後は愛チャンピオンステークスとオペラ賞をそれぞれ3着に、英チャンピオンステークスと香港カップをそれぞれ8着に敗れて4歳シーズンを終えた。

### 5歳時（2006年）
シーズン初戦はドバイシーマクラシックで始動するもハーツクライの5着、続いて3頭立ての小頭数となった愛タタソールズ金杯に出走したがレースではハリケーンランに7馬身差の2着に敗れた。しかし、連覇をかけて挑んだプリティーポリーステークスでは、最後の直線での叩き合いを首差制して勝利。GI5勝目とともに同レース連覇を達成した。次走のナッソーステークスでも連覇を狙って挑んだが、同世代のウィジャボードにゴール前で競り負け2着に惜敗した。続く愛チャンピオンステークスでも愛ダービー馬ディラントーマスとウィジャボードの前に3着と敗れた。その後はサンチャリオットステークスと香港カップに出走するが、それぞれ3着と9着に敗退。これを最後に現役を引退、アイルランドのギルタウンスタッドで繁殖入りすることとなった。

## 血統表
| アレクサンダーゴールドランの血統 | アレクサンダーゴールドランの血統 | アレクサンダーゴールドランの血統 | （血統表の出典） | （血統表の出典） |
| 父系                             | ヌレイエフ系                     | ヌレイエフ系                     | ヌレイエフ系     |                  |
| 父 Gold Away 1995                | 父の父Goldneyev 1986             | Nureyev                          | Northern Dancer  | Northern Dancer  |
| 父 Gold Away 1995                | 父の父Goldneyev 1986             | Nureyev                          | Special          |                  |
| 父 Gold Away 1995                | 父の父Goldneyev 1986             | Gold River                       | Riverman         | Riverman         |
| 父 Gold Away 1995                | 父の父Goldneyev 1986             | Gold River                       | Glaneuse         |                  |
| 父 Gold Away 1995                | 父の母Blushing Away 1987         | Blushing Groom                   | Red God          | Red God          |
| 父 Gold Away 1995                | 父の母Blushing Away 1987         | Blushing Groom                   | Runaway Bride    |                  |
| 父 Gold Away 1995                | 父の母Blushing Away 1987         | Sweet Revenge                    | Raja Baba        | Raja Baba        |
| 父 Gold Away 1995                | 父の母Blushing Away 1987         | Sweet Revenge                    | Away             |                  |
| 母 Renashaan 1989                | 母の父Darshaan 1981              | Shirley Heights                  | Mill Reef        | Mill Reef        |
| 母 Renashaan 1989                | 母の父Darshaan 1981              | Shirley Heights                  | Hardiemma        |                  |
| 母 Renashaan 1989                | 母の父Darshaan 1981              | Delsy                            | Abdos            | Abdos            |
| 母 Renashaan 1989                | 母の父Darshaan 1981              | Delsy                            | Kelty            |                  |
| 母 Renashaan 1989                | 母の母Gerbera 1984               | Lyphard                          | Northern Dancer  | Northern Dancer  |
| 母 Renashaan 1989                | 母の母Gerbera 1984               | Lyphard                          | Goofed           |                  |
| 母 Renashaan 1989                | 母の母Gerbera 1984               | Greenway                         | Targowice        | Targowice        |
| 母 Renashaan 1989                | 母の母Gerbera 1984               | Greenway                         | Gracious         |                  |